# 新井忠雄
新井忠雄（日语：／ Arai Tadao，1835年3月5日（天保六年二月七日）—1891年2月15日），新選組諸士調役兼監察及擊劍師範。陸奧磐城平藩出生。
是磐城平藩藩士的兒子，繼承了母系的新井家。自18歲起於江戶生活，元治元年（1864年）31歲加入了新選組。
據說新井是酗酒之徒，慶應2年（1866年）9月的三條公告牌事件時，在喝了大量的酒之後，酩酊大醉的新井亦參與了戰事。
慶應3年（1867年），與伊東甲子太郎一起脫離新選組成立了御陵衛士。發生油小路事件後，往薩摩藩邸逃難，於戊辰戰爭中從屬於新政府軍。
維新後，任職於明治政府的司法省。
明治24年去世。享年57。